# Stębark
Stębark (tuż po wojnie Sztymbark, niem. Tannenberg) – wieś w Polsce położona w województwie warmińsko-mazurskim, w powiecie ostródzkim, w gminie Grunwald. W latach 1975–1998 miejscowość administracyjnie należała do województwa olsztyńskiego.
W Stębarku znajduje się Muzeum Bitwy pod Grunwaldem. We wsi znajduje się przystanek autobusowy PKS, ośrodek zdrowia, apteka, poczta, dom wycieczkowy, schronisko PTSM, sklep, kościół. 
Pod Stębarkiem rozegrała się bitwa pod Grunwaldem (1410) i bitwa pod Tannenbergiem (1914).

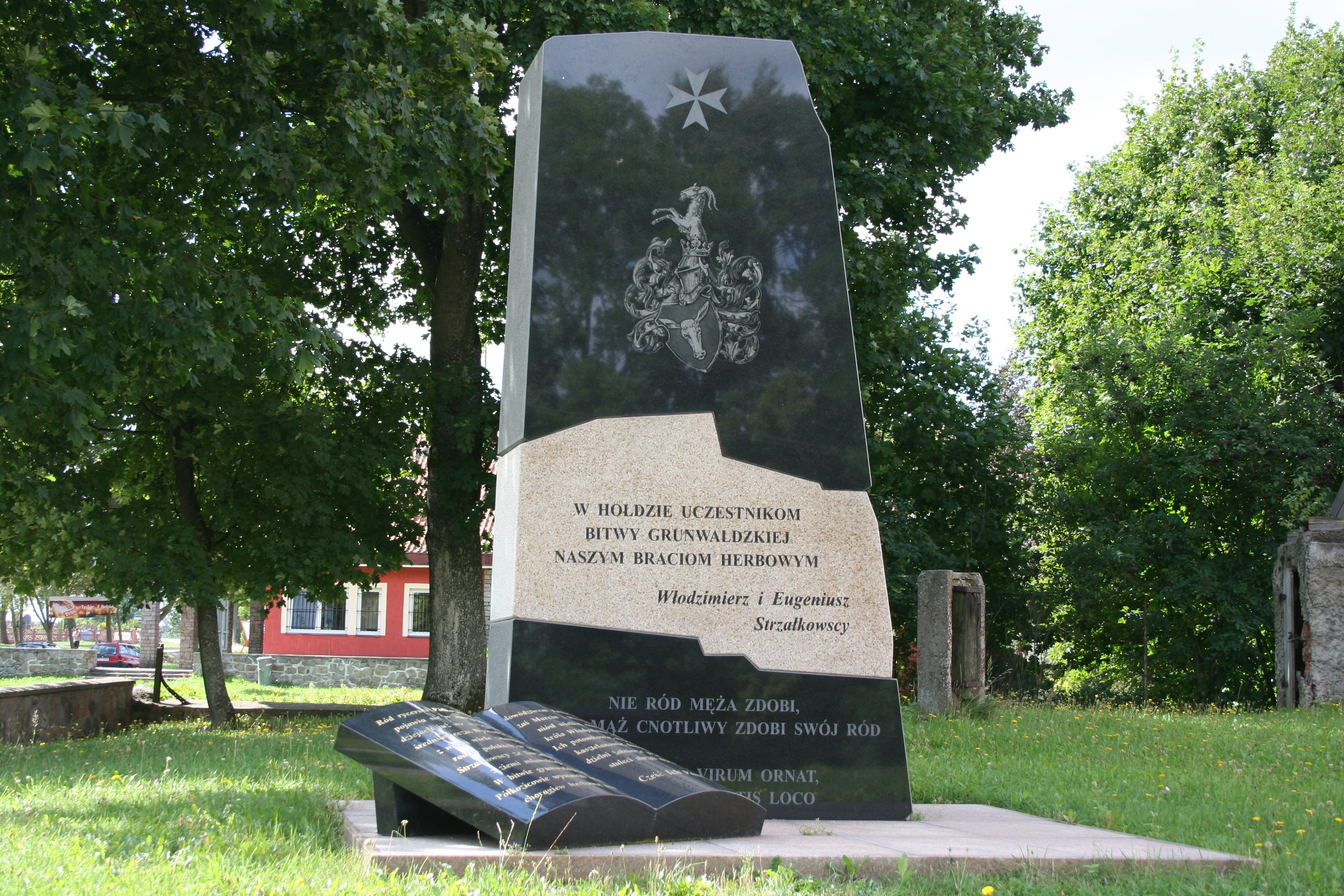
Pomnik

## Historia
Wieś wzmiankowana w 1335 r. (lub w 1334), kiedy niejaki Henryk ze Stębarka występował w roli świadka. W czasach krzyżackich wieś pojawia się w dokumentach w roku 1380, podlegała pod komturię w Dąbrównie, były to dobra rycerskie o powierzchni 80 włók. W 1380 r. sołtys Berthold otrzymał odnowiony przywilej na włóki sołeckie. W 1411 Krzyżacy wybudowali kaplicę w miejscu śmierci wielkiego mistrza. W 1446 r. Abraham ze Stębarka sprzedał 6 włók Mattesowi z Dąbrówki. Rycerz Berthold ze Stębarka wymieniany jest w latach 1453-1454 jako członek Związku Pruskiego. W 1481 r. Marcus Unger sprzedał osiem włók w Stębarku niejakiemu A. Papłowskiemu.
W 1511 r. kaplicę w Stębarku okradziono z przedmiotów liturgicznych i pieniędzy. W latach 1515–1519 właścicielem Stębarka (i Samina) był niejaki Samiński. W 1519 r., na wezwania komtura stawiło się 21 uzbrojonych chłopów ze Stębarka (obowiązek lenny). W 1540 właścicielem prawie całego Stębarka był Albrecht Finck. W tym czasie wieś obejmowała 80 włók i liczyła 24 wolnych chłopów, 5 zagrodników, dwóch karczmarzy, kowala i sołtysa. Pastor uprawiał cztery włóki, należące do kościoła oraz ziemie należące do filii we Frygnowie i Mielnie. Z dokumentów wynika, że Stębark w 1600 r. był wsią szarwarkową, a chłopi uprawiali 48 włók. W czasie najazdu tatarskiego w 1656 r. zniszczona została kaplica, którą odbudowano w 1681 r. Po czterdziestu latach kaplicę ponownie zniszczono, przez co pastor i nauczyciel stracili środki utrzymania. W tym czasie w szkole odbywały się codziennie dwie godziny lekcji.
W 1772 r. do tutejszej szkoły uczęszczało 26 dzieci ze Stębarka, 18 z Frygnowa, 18 z Łodwigowa, 17 z Grunwaldu i 16 z Marcinkowa. W 1778 r. w stębarskiej szkole uczył szewc, Adam Wypych. Jego wynagrodzenie wynosiło 30 grzywien rocznie. W tym czasie Stębark był wsią szlachecką, a jej właścicielem był radca von Brandt, który przeprowadził remont tutejszego, barokowego kościółka (po 29 latach nie było jeszcze organów).
W 1820 r. we wsi były 24 domy i 120 mieszkańców. W 1847 r. przeniesiona parafię z Mielna do Stębarka. W 1861 r. majątek ziemski w Stębarku obejmował 4389 mórg ziemi i liczył 271 mieszkańców. W 1880 we wsi było 248 mieszkańców, a w majątku - 203. W 1895 r. wieś zajmowała 415 ha, a mieszkały w niej 284 osoby. W tym samym czasie w majątku, obejmującym 917 ha, mieszkało 245 osób.
W czasie bitwy mazurskiej (26-30 sierpnia 1914 roku) w szkole w Stębarku mieściła się kwatera dowódcy generała Paula von Hindenburga i jego sztabu.
W 1939 r. w Stębarku było 664 mieszkańców. W 1939 roku niemiecka akcja mająca na celu przeprowadzenie eksterminacji polskiej warstwy przywódczej (niem. Liquidierung der polnischen Führungsschicht) i inteligencji dostała kryptonim Unternehmen „Tannenberg” (pol. operacja „Stębark”).
W styczniu 2012 r. w Stębarku, po przeszło 610 latach, ponownie spotkali się na polach grunwaldzkich współcześnie żyjący w Polsce i na Litwie Tatarzy, na imprezie podsumowującej projekt „Tatarzy pod Grunwaldem. Historia — dziedzictwo-szanse”. W lipcu 2012 otwarto wystawę Scottaw – Duchy Wielokulturowej Przeszłości, która była efektem dwutygodniowego międzynarodowego pleneru rzeźbiarsko-malarskiego, odbywającego się w Szkotowie w gm. Kozłowo w powiecie nidzickim.

## Zabytki
- Kościół barokowy z końca XVII wieku, przebudowany w wieku XVIII i rozbudowany w 1909 roku. Wieża kościelna jest drewniana, ołtarz barokowy z 1681 roku[9].